# Burleigh Grimes
Burleigh Arland Grimes, né le 18 août 1893 et mort le 6 décembre 1985, est un joueur de baseball professionnel américain, et le dernier lanceur (pitcher) à être officiellement autorisé - grâce à une clause d'antériorité - à lancer la balle mouillée (spitball) à la suite de l'interdiction de cette pratique en 1920,,. Grimes a tiré le meilleur parti de cet avantage et il a remporté 270 matchs et a participé à quatre séries mondiales au cours de sa carrière de 19 ans. Il a été élu au Wisconsin Athletic Hall of Fame en 1954 et au Baseball Hall of Fame en 1964.

## Biographie
Né à Emerald, dans le Wisconsin, Grimes est le premier enfant de Nick Grimes, agriculteur et ancien travailleur journalier, et de l'ancienne Ruth Tuttle, fille d'un ancien législateur du Wisconsin. Ayant déjà joué au baseball pour plusieurs équipes locales, Nick Grimes a géré les Clear Lake Yellow Jackets et a enseigné à son fils comment jouer au baseball très tôt dans la vie. Burleigh Grimes a également participé à la boxe quand il était enfant.
Il a fait ses débuts professionnels en 1912 pour les commissaires d'Eau Claire de la Minnesota-Wisconsin League. Il a joué à Ottumwa, Iowa, en 1913 pour les Ottuma Packers de l'Association Centrale.

## Carrière MLB
Grimes a joué pour les Pirates de Pittsburgh en 1916 et 1917. Avant la saison 1918, il a été envoyé chez les Brooklyn Dodgers dans un jeu multijoueur. Lorsque le spitball a été interdit en 1920, il a été nommé comme l'un des 17 lanceurs établis qui ont été autorisés à continuer à lancer sur le terrain.